# 髙木菜那
髙木 菜那（たかぎ なな、1992年7月2日 - ）は、日本電産サンキョーに所属していた日本の元スピードスケート選手。現役引退後に所属先が廃部になった為、退社に至った。その後は、スピードスケート競技解説者やタレントをフリーランスで活動している。血液型A型。
平昌オリンピックで、団体パシュート及びマススタートでそれぞれ金メダルを獲得し、夏季・冬季を通じて日本人女子では初となる、一つの大会において複数金メダリストとなった。マススタートでは初代女王として五輪史上に名を刻んだ。
妹はスピードスケート選手の髙木美帆（以下：美帆）。二人は団体パシュートのメンバーとして夏季冬季を通じ日本初の姉妹で金メダル獲得という快挙を達成した。

## 来歴

### 生い立ち～高校時代
- 北海道中川郡幕別町札内北町出身。兄の影響でスケートを始めて、札内北小学校入学後にKSCスケートクラブに入る。2003年、幕別町ジュニアスポーツ奨励賞を受賞。2004年1月、第8回全国小学生スピードスケートスプリント選手権大会 女子小学校5年生の部で総合1位となる[4]。2005年4月に幕別町立札内中学校進学後、2007年の第27回全国中学校スケート大会女子1000mで優勝。2008年の第28回全国中学校スケート大会女子500mで準優勝。
- 2008年4月、北海道帯広南商業高等学校入学後、2010年1月の第65回国民体育大会少年女子1500mで優勝。2010年3月、世界ジュニアスピードスケート選手権大会では美帆、押切美沙紀とともに出場したチームパシュートで銀メダルを獲得[5]。11月28日には第1回ジャパンカップスピードスケート競技会少年女子3000mで優勝。

### 日本電産サンキョー～ソチ五輪
- 2011年、高校卒業後は日本電産サンキョーに所属。2012年の全日本ジュニアスピードスケート選手権で総合優勝。
- 2013年10月、全日本スピードスケート距離別選手権大会1500mで3位、3000mで初優勝し、ワールドカップ出場権を初めて獲得した[6]。ワールドカップでは11月10日に開催されたカルガリー大会のチームパシュートに田畑真紀、菊池彩花とともに出場し、日本新記録をマークして準優勝[7]。12月27-29に開催されたソチオリンピック日本代表選考会では1500mの4位が最高だったが選考会以外の今シーズンの好成績も評価され、オリンピック代表（1500m、チームパシュート）に初選出された[8]。
- 2014年2月、ソチオリンピックのスピードスケート女子1500mに出場し32位、団体女子パシュートでは4位。
- 2014年6月から活動拠点をオランダに移した[9]。同年10月の全日本距離別選手権大会1500mで優勝し、ワールドカップ出場権を獲得した[9]。12月の全日本選手権では1500m、3000m、5000mの3種目で1位、500mで2位の総合164.410の大会新記録で初優勝を達成[10]。

### パシュート・W杯での活躍
- 2015年2月、世界距離別スピードスケート選手権の団体パシュートに菊池彩花、美帆と出場し、決勝でオランダを破って団体パシュートで日本初の金メダルを獲得。
- 2016年11月19日、W杯長野大会、チームパシュート2位[11]。12月4日、W杯3戦目のアスタナではチームパシュートで優勝、マススタートで2位[12]。
- 2017年2月12日、江陵での世界距離別選手権大会。チームパシュート2位、マススタート2位[13]。
- 2月21日、札幌冬季アジア大会スピードスケート、女子1500メートルでは3位だったが、1位が美帆、2位が押切美沙紀と日本人選手だったため規定により銅メダルがなかった[14]。
- 3月11日、スピードスケートのワールドカップ最終戦、女子団体追い抜き（押切美沙紀、美帆、菜那）で、2季連続の種目別優勝を決めた[15]。
- 2017/18シーズン、11月10日から12日に行われたワールドカップ・ヘーレンフェイン大会の初日、女子団体追い抜き（菜那、美帆、佐藤綾乃）では2分55秒77の世界新記録で優勝。

### 平昌五輪
- 2017年12月、代表選考会では女子5000mで2位に入り、平昌オリンピック出場を決める。これにより、自身初の姉妹同時のオリンピック出場となった[16]。
- 2018年2月21日、平昌オリンピックのスピードスケート女子団体パシュートに美帆、佐藤綾乃、菊池彩花と出場し、対オランダ決勝戦では美帆、佐藤綾乃とともにオリンピックレコードとなる2分53秒89で金メダルを獲得[17]。2月24日、この大会からオリンピック新種目となったマススタートでも金メダルを獲得、マススタートの国際大会での優勝は自身初[18][19]。

オリンピックで日本の女子選手が1大会に2個の金メダルを獲得するのは、夏季冬季を通じて史上初の快挙だった。
- 4月14日、東京ドームで開催されたプロ野球・巨人-広島戦において、始球式の投手を務めた[21]。
- 2018年春の褒章で紫綬褒章を受章[22]。

### 北京五輪
- 2022年2月15日、北京オリンピックのスピードスケート女子団体パシュートに美帆、佐藤綾乃、押切美沙紀と出場して連覇を狙う。しかし、決勝でのカナダとのレースでは終盤までリードしていたものの、最終周の最終コーナーで隊列の最後方を滑っていたところを転倒し、敗れて銀メダルを獲得。競技後のインタビューでは、「やっぱり最後、転ばなかったら優勝できたかもしれないタイムだったので。やっぱり悔しいです‥」とコメントした[23]。

### 引退
- 2022年4月5日、引退を表明。今後は講演活動に取り組む予定だとし、所属していた日本電産サンキョースケート部は3月末で廃部となっている[24]。
- 2025年3月29日、筑波大学大学院博士前期課程修了。

## 人物・エピソード
- 小・中学校時代には妹の美帆同様にサッカーもやっており、父親によると「姉はサイドバックで駆け上がるタイプ、妹はフォワードの点取り屋だった」という[25]。
- 妹と共にヒップホップダンスも習っており、発表会に揃って出演したこともある[26]。
- 平昌オリンピックでは夏冬通じて女子選手として初めて同一大会で2個の金メダルを獲得した。
- 平昌オリンピックのマススタートではラストのカーブで先頭を走っていたオランダ選手が外へ膨らんだことに乗じてインを突く形でスルスルっと先頭に立ちそのままゴールインしての金メダルになったが、「展開を読む能力」「判断力」に加えて、かつて取り組んでいたショートトラックやサッカーの経験を通して培った力が発揮されての金メダルであった[27]。自身はマススタートの金メダルについて「本当に予想通りの展開になってくれて、最後のスプリントで勝つことできた」「自分のスケート人生にとって、かけがえのない日になった」と振り返っている[28][29]。
- 平昌オリンピック以降の3年間は、体育学の博士号を持ち、スポーツ科学者でもある室伏広治の指導を受けトレーニングを行っていた[30]。

## 主な成績

### 冬季オリンピック
- 2014年ソチ（ ロシア）
  - 1500m 32位
  - チームパシュート 4位
- 2018年平昌（ 韓国）
  - 5000m 12位
  - チームパシュート 優勝
  - マススタート 優勝
- 2022年北京（ 中国）
  - 1500m 8位 入賞
  - チームパシュート2位

### 世界距離別選手権
- 2015年ヘーレンフェイン（ ドイツ）
  - チームパシュート 優勝
  - 1500m 15位
  - 3000m 18位
  - マススタート 13位
- 2016年コロムナ（ ロシア）
  - チームパシュート 2位
  - 5000m 10位
- 2017年江陵（ 韓国）
  - チームパシュート 2位
  - マススタート 2位

## 出演

### テレビ
- news zero（2023年4月7日 - 28日、日本テレビ）
  - 金曜パートナー
- ローカル路線バス乗り継ぎの旅Ｗ (2024年7月20日 - 、テレビ東京)[31]
  - 第3弾以降（第4弾以降はチームのリーダーとして紹介されている[32]）
- さいしょの一歩（2025年2月2日 - 、中京テレビ）
  - ナレーター

### ラジオ
- From Athlete!（2022年10月1日 - 、JFN）

## CM出演
- アイ工務店（2023年7月18日 - ）